# Château-Landonové
Jako dynastie Gâtinais-Anjou nebo Château-Landon se označují potomci Geoffroye Ferréola z Château-Landonu, hraběte z Gâtinais. Bývá také označována a první či druhou dynastii Anjouovců, protože získali po přeslici anjouovské hrabství. Z tohoto rodu pochází panovnický rod Plantagenetů a jeruzalémští Anjouovci.
Díky sňatku s dcerou hraběte Fulka III. z Anjou získal rod do svého vlastnictví hrabství Château-Landon a dle legend také návaly černého vzteku, kterými byli příslušníci rodu proslaveni. Geoffroyův vnuk Fulko V. se roku 1131 sňatkem s dcerou Balduina II. stal jeruzalémským králem a jeho syn Geoffroy V. z Anjou zdědil Normandské vévodství a stal se otcem budoucího anglického krále Jindřicha II. Podle květiny planta genista, která zdobila helmici Geoffroye V., pochází pozdější pojmenování celého rodu Plantagenetů.

## Rodokmen
1. Geoffroy Ferréol z Château-Landonu († 1043/46), hrabě z Gâtinais ∞ 1035 Ermengarda z Anjou
  1. Geoffroy III. z Anjou († 1097) hrabě z Anjou v letech 1060-1068, hrabě z Gâtinais
  2. Fulko IV. z Anjou (1043-1109), hrabě z Anjou od roku 1068, hrabě z Tours ∞ Bertrada z Montfortu, dcera Simona I. z Montfortu
    1. Geoffroy IV. z Anjou († 1106)
    2. Fulko V. z Anjou (1095-1143) hrabě z Anjou 1109-1129, hrabě z Maine do roku 1110, jeruzalémský král
      1. Geoffroy V. z Anjou, (1113-1151) hrabě z Anjou od roku 1129, hrabě z Maine, hrabě z Tours, vévoda z Normandie 1144-1150 - jeho potomci jsou dále označováni jako Plantageneti
      2. Sibyla z Anjou († 1165)
      3. Matylda z Anjou (1154) ∞ Vilém Aetheling († 1120)
      4. Balduin III. (1129-1162) král jeruzalémský od roku 1143
      5. Amaury I. (1136-1174) král jeruzalémský od roku 1162
        1. Balduin IV. (1161-1185) král jeruzalémský v letech 1174-1183
        2. Sibyla († 1190) ∞ 1) Vilém VII. z Montferratu († 1177), ∞ 2) Guy z Lusignanu král jeruzalémský v letech 1186-1192 a kyperský král v letech 1192-1194
          1. Balduin V. (1166-1186) král jeruzalémský od roku 1183

        3. Isabela († 1208) ∞ 1) 1183-1190 Homfroi IV. z Toronu, ∞ 2) 1190 Konrád, markýz z Montferratu († 1192), ∞ 3) 1192 Jindřich II. hrabě ze Champagne († 1197) a král jeruzalémský v letech 1192-1197, ∞ 4) Amaury II. z Lusignanu král Kypru a Jeruzaléma v letech 1197-1205
          1. Marie z Montferratu (1191-1212) ∞ Jan z Brienne († 1237) král jeruzalémský

    3. Ermengarda ∞ 1089-1092, Vilém IX. Akvitánský hrabě z Poitou, vévoda z Akvitánie (1071-1126)